# Teplá (stad)
Teplá (tyska: Tepl) är en stad i Tjeckien. Den ligger i regionen Karlovy Vary, i den västra delen av landet, 110 km väster om huvudstaden Prag. Teplá ligger 659 meter över havet och antalet invånare är 2 962 (2016).
Terrängen runt Teplá är platt norrut, men söderut är den kuperad. Runt Teplá är det ganska glesbefolkat, med 28 invånare per kvadratkilometer. Närmaste större samhälle är Mariánské Lázně, 11,8 km väster om Teplá. I omgivningarna runt Teplá växer i huvudsak blandskog.